# Diocesi di Avioccala
La diocesi di Avioccala (in latino Dioecesis Avioccalensis) è una sede soppressa e sede titolare della Chiesa cattolica.

## Storia
Avioccala, identificabile con le rovine di Sidi-Amara nell'odierna Tunisia, è un'antica sede episcopale della provincia romana dell'Africa Proconsolare, suffraganea dell'arcidiocesi di Cartagine.
Gauckler e Mesnage identificano la sede Avioccalensis con quella Advocatensis menzionata da Morcelli.
In base a questa ipotesi, sarebbero due i vescovi noti di questa sede. Un sermone in ricordo di due vescovi donatisti menziona un Donato, all'inizio del IV secolo (probabilmente il 317): De passione sancti Donati episcopus Advocatensis. Alla conferenza di Cartagine del 411, che vide riuniti assieme i vescovi cattolici e donatisti dell'Africa, partecipò Cresconius episcopus Advocatensis, donatista senza competitore cattolico. L'assenza di vescovi cattolici fa presumere che Avioccala fosse una roccaforte donatista.
Dal 1933 Avioccala è annoverata fra le sedi vescovili titolari della Chiesa cattolica; dal 17 febbraio 2000 il vescovo titolare è Lucien Prosper Ernest Fischer, C.S.Sp., già vicario apostolico delle Isole di Saint-Pierre e Miquelon.

## Cronotassi dei vescovi
- Donato † (inizio del IV secolo) (vescovo donatista)
- Cresconio † (menzionato nel 411) (vescovo donatista)

## Cronotassi dei vescovi titolari
- Antonio Kühner y Kühner, M.C.C.I. † (30 settembre 1964 - 29 novembre 1977 dimesso)
- Hendrik Joseph Alois Bomers, C.M. † (17 dicembre 1977 - 19 ottobre 1983 nominato vescovo coadiutore di Haarlem)
- Robert James Carlson (19 novembre 1983 - 13 gennaio 1994 nominato vescovo coadiutore di Sioux Falls)
- Philip Lasap Za Hawng (20 dicembre 1993 - 3 aprile 1998 nominato vescovo di Lashio)
- Lucien Prosper Ernest Fischer, C.S.Sp., dal 17 febbraio 2000